# Idiomas regionales de Ucrania
Según la ley sobre las bases de la política lingüística estatal de Ucrania los idiomas ruso, bielorruso, búlgaro, armenio, gagaúzo, yidis, tártaro de Crimea, moldavo, alemán, griego, polaco, romaní, rumano, eslovaco, húngaro, rusino, karalto, karaim y krymchak se reconocen como idiomas regionales o de una minoría, y obtienen algunas funciones estatales, y el estatus de idioma regional en las regiones o localidades donde son el idioma materno para al menos un 10% de la población, con la correspondiente decisión de las autoridades locales. El idioma ruso obtuvo este estatus en varias regiones y localidades. El idioma húngaro obtuvo este estatus en la ciudad de Beregovo.
El Idioma ruso en Ucrania es la lengua básica de comunicación en las regiones del sur y las orientales del país —en 2006 era más habitual que el ucraniano para el 92 % de la población—, la segunda lengua por la difusión en sus regiones centrales y occidentales y la segunda lengua más difundida entre la población no rusoparlante de Ucrania. Aunque el idioma ruso no es el idioma oficial, el 48-52 % de los ciudadanos de Ucrania creen que debiera serlo. En 2006, en Járkov, el consejo municipal fue el primero en declarar el idioma ruso como lengua oficial en el nivel local. Después, varios consejos regionales del Sur y Oriente han incorporado la misma declaración, así como los consejos municipales de las grandes ciudades de la región. En 2006, la mayoría de los ucranianos aprobaban dicha decisión: el 52 % de población (incluido el 69 % de población del Oriente y el 56 % del Sur) estaban a favor y el 34 % en contra, mientras el 9 % la apoyaba o la rechazaba parcialmente. Según el censo del 2001 unos 14 millones de ucranianos tienen el ruso como lengua materna, representando el 29.6 % de la población del país. De ellos, solo el 56 % eran étnicamente rusos, aunque representaban el 59 % de los 2 millones de residentes de Crimea (en Sebastópol constituyen el 70 % de la población). La mayoría de la población de esta región tenía una orientación prorrusa y el idioma ruso era la lengua que predominaba en un 97 %.

## Historia

### Ley de lenguas cooficiales
| Datos de 2001                                                                        | Datos de 2001 |
| ------------------------------------------------------------------------------------ | ------------- |
| Sebastópol obtuvo el porcentaje más alto (90.6 %), seguido por Crimea con un 77.0 %. |               |
| Datos de 2005                                                                        |               |
| Crimea: 97 % de toda la población                                                    |               |
| Óblast                                                                               |               |
| Dnipropetrovsk                                                                       | 72 %          |
| Donetsk                                                                              | 93 %          |
| Zaporizhia                                                                           | 81 %          |
| Lugansk                                                                              | 89 %          |
| Mikoláyiv                                                                            | 66 %          |
| Odesa                                                                                | 85 %          |
| Járkov                                                                               | 74 %          |

En febrero de 2014, la Rada Suprema acordó abolir la Ley sobre las bases de la política lingüística estatal de 2012, que establecía que en los rayones donde un determinado idioma fuese hablado por al menos 10 % de los habitantes, dicho idioma podía adquirir el rango de lengua cooficial. Sin embargo, el 3 de marzo el presidente interino del parlamento, Oleksandr Turchínov, se negó a firmar la mencionada resolución acerca de la ley de política lingüística hasta que la Rada no elaborase una nueva, por lo que la ley siguió en vigor (en 2018, dicha ley dejó de estar vigente al ser declarada inconstitucional por el Tribunal Constitucional).
La abrogación de la Ley aprobada en 2012 en algún momento hubiera perjudicado a los hablantes de ruso (cooficial en todo el este y sur de Ucrania, además de algunos raiones en Kirovogrado, Cherníhiv, Sumy y Zhitómir), húngaro (cooficial en algunos raiones de Transcarpatia) y rumano (cooficial en algunos raiones de Transcarpatia, Chernivtsí y Odesa). La propuesta fue rechazada por una parte de las comunidades bilingües dentro de Ucrania, además de otros países vecinos con importantes minorías en el territorio ucraniano, en particular Rusia.
Por su parte, las autoridades de Crimea —de ideología prorrusa— habían solicitado la asistencia del gobierno de Moscú después de que la Rada Suprema de Ucrania intentara abolir la ley. Sin embargo, el presidente interino de Ucrania, Oleksandr Turchínov, se negó a firmar esta decisión del Parlamento, instándolo a elaborar una ley nueva que regulara el uso de dichas lenguas.
No obstante, el primer ministro de Crimea, Serguéi Aksiónov, aseguró que la idea del pueblo de Crimea no era separarse de Ucrania, pero sí proteger sus intereses.

## Idioma ruso en Ucrania
Los estudios sociológicos llevados a cabo a partir del censo de la población, muestran que el idioma ruso es utilizado por mayor número de ciudadanos que el establecido en el censo del 2001. Muchos ciudadanos de Ucrania, que se consideran nativos de otra lengua, lo utilizan por diferentes motivos en casa o en el trabajo. La mayoría de los ciudadanos dominan la lengua rusa en una u otra medida.
Como específica en su investigación el Instituto de Sociología de la Academia Nacional de Ciencias de Ucrania: «Todos los resultados del estudio testifican que Ucrania es en realidad un país bilingüe».
De acuerdo con los datos del estudio llevado a cabo por el Instituto Internacional Sociológico de Kiev, la lengua rusa la utiliza en casa entre el 43 % y el 46 % de la población de Ucrania (es decir, tanto o más que el uso de la lengua ucraniana).
De los datos del estudio llevado a cabo por la empresa Research & Branding Group, el 68 % de los ciudadanos de Ucrania voluntariamente usan la lengua rusa (el 57 % la lengua ucraniana).
La lengua rusa tiene mayor difusión en las regiones del Este y Sur, donde es más habitual que el propio ucraniano para el 92 % de los ciudadanos. De los datos del el Instituto Internacional Sociológico de Kiev, la población rusoparlante está en absoluta mayoría en las regiones del sur y este de Ucrania